# Краинский корпус
Краинский корпус — Горный штаб 67 (серб. Крајински корпус) — корпус Югославских войск на родине, участвовавший в Народно-освободительной войне Югославии на стороне движения четников. Насчитывал 5 тысяч человек, состоял из пяти бригад: Поречская, Ключская, Брзопаланкская, Голубацкая и Звишская бригады. Вёл бои против сил вермахта и Ваффен-СС и коллаборационистов (лётичевцев, недичевцев, усташей, болгарских войск), а также против югославских партизан.

## Краткая история
Краинский корпус был образован на основе Краинского четницкого отряда в 1942 году в Восточной Сербии. Командиром корпуса был полковник Велимир Пилетич, отвечавший за четницкие отряды в Восточной Сербии. Краинский корпус действовал в окрестностях городов Ябуковац, Кладово, Дони-Милановац и Голубац и сражался против немецких войск и их сателлитов и коллаборационистов совместно с Млавским и Тимокским корпусами.
В сентябре 1944 года корпус прекратил своё существование, когда Велимир Пилетич отправился в румынский Тимишоара как представитель отрядов четников в Румынии, где встретился с советским командованием в Крайове и предложил свою помощь. Четники Пилетича действовали совместно с румынскими и советскими войсками, успешно проведя серию боёв против немецких войск и заставив их уничтожить все свои корабли, которые во время войны против СССР находились на Чёрном море.